# 德克斯特鎮區 (明尼蘇達州毛爾縣)
德克斯特（英語：Dexter）是一個位於美國明尼蘇達州毛爾縣的行政鎮區。

## 人口
根據2020年美國人口普查的數據，德克斯特的面積為89.72平方千米，皆為陸地。當地共有人口252人，而人口密度為每平方千米3人。